# Banque nationale du Liechtenstein
La Banque nationale du Liechtenstein (allemand : Liechtensteinische Landesbank AG) est un établissement financier situé au Liechtenstein, dont le siège social est situé à Vaduz, la capitale. Coté à la SIX Swiss Exchange depuis 1993, il est détenu majoritairement (56,3 %) par l'État du Liechtenstein. L'État étant membre d'une union douanière et monétaire avec la Suisse et ayant adopté le franc suisse comme monnaie officielle, la politique monétaire et la masse monétaire relèvent de la seule responsabilité de la Banque nationale suisse (BNS).
Le groupe LLB propose à ses clients des services de gestion de patrimoine: banque universelle, banque privée, gestion d'actifs et services de fonds. Avec plus de mille collaborateurs, il est présent au Liechtenstein, en Suisse, en Autriche, aux Émirats arabes unis et, depuis 2024, en Allemagne. Au 31 décembre 2024, le volume d'affaires du groupe LLB s'élevait à 113,5 milliards de francs suisses.

## Histoire
En 1992, le Liechtenstein a rejoint l'Espace économique européen, ce qui a suscité des inquiétudes quant à la politique de secret bancaire du pays.
En 1993, la Liechtensteinische Landesbank a été cotée à la Bourse suisse, la majorité des actions (57,5 %) étant détenues par l'État du Liechtenstein.
En février 2007, la Liechtensteinische Landesbank est devenue actionnaire majoritaire de la Banque Linth.

## Missions
Du fait de la signature de l'accord d'union vatuaire entre le Liechtenstein et la Suisse et de l'adoption du franc suisse comme monnaie officielle, la Banque nationale suisse assume la plupart des tâches liées à la gestion du macrofinancement, de la monnaie et du crédit bancaire. La Banque nationale du Liechtenstein est toutefois chargée des trois missions suivantes:
« Assurer le secrétariat du gouvernement pour la gestion du macrofinancement, de la monnaie et du crédit bancaire du pays.»
« Promouvoir et maintenir la stabilité des prix dans le pays ; renforcer l'efficacité du système de paiement.»
« Promouvoir et faciliter le contrôle des flux monétaires afin de servir le plan de développement socio-économique du Liechtenstein. »